# Монастырская (Кировская область)
 Монастырская — деревня в Кировской области. Входит в состав муниципального образования «Город Киров»

## География
Расположена на расстоянии примерно 12 км по прямой на северо-запад от железнодорожного вокзала станции Киров.

## История
Известна с 1727 года как мельница «что на речке Люлячинке, что словет Сустигаиха» с 3 дворами, в 1764 на мельнице Сустигаихе 43 жителя, в 1802 5 дворов. В 1873 году здесь (деревня Сустигаевская или Монастырская) было дворов 5 и жителей 46, в 1905 12 и 70, в 1926 (уже Монастырская или Сустигаевская) 19 и 120, в 1950 23 и 96, в 1989 13 жителей. Административно подчиняется Октябрьскому району города Киров.

## Население
Постоянное население составляло 15 человек (русские 100%) в 2002 году, 25 в 2010.